# Кали (српска певачица)
Катарина Думанчић (Сремска Митровица, 18. август 2001), познатија као Кали, српска је певачица и продуцент.
Са једанаест година учествује у такмичењу Ја имам таленат, у финалу завршава на 5. месту. Ишла је у музичко забавиште, а потом и средњу музичку школу, свира виолину. Јавила се Расти са својим демо снимцима и након тога, Кали започиње сарадњу са Балкатоном, снимала је пратеће вокале за Николију, Мају Беровић, Наташу Беквалац, као и своје песме. Катарина уз Расту за своје уметничко име бира Кали која је богиња уништења и стварања и заштитница мрака.

## Дискографија

### Албуми
- Биполар (2021)

### Синглови
- Црна магија (2021)
- Последњи плес са Растом (2021)
- Тебе нема (2021)
- Кише свилене (2021)
- Љубав са Растом (2022)
- Немир (2022)
- Срећа (2022)
- У срце пуцај са Короном (2022)
- Живимо тај сан са Пајаком (2022)
- Друга димензија (2022)
- У гету (2022)
- Mashallah (2022)
- Аманет (2024)
- Опет те зовем са Сајфером (2024)